# Берне (город, Германия)
Берне (нем. и н.-нем. Berne) — коммуна в Германии, в земле Нижняя Саксония.
Входит в состав района Везермарш. Население составляет 6985 человек (на 31 декабря 2023 года). Занимает площадь 85,2 км².
Коммуна подразделяется на 34 сельских округа.
| Год  | Население |
| ---- | --------- |
| 1990 | 6400      |
| 1995 | 6757      |
| 2000 | 6921      |
| 2005 | 7211      |
| 2010 | 6917      |